# Morne Paul Thomas
Le morne Paul Thomas est un sommet situé sur l'île de Basse-Terre en Guadeloupe. S'élevant à 304 mètres d'altitude, il se trouve sur le territoire de la commune de Deshaies.

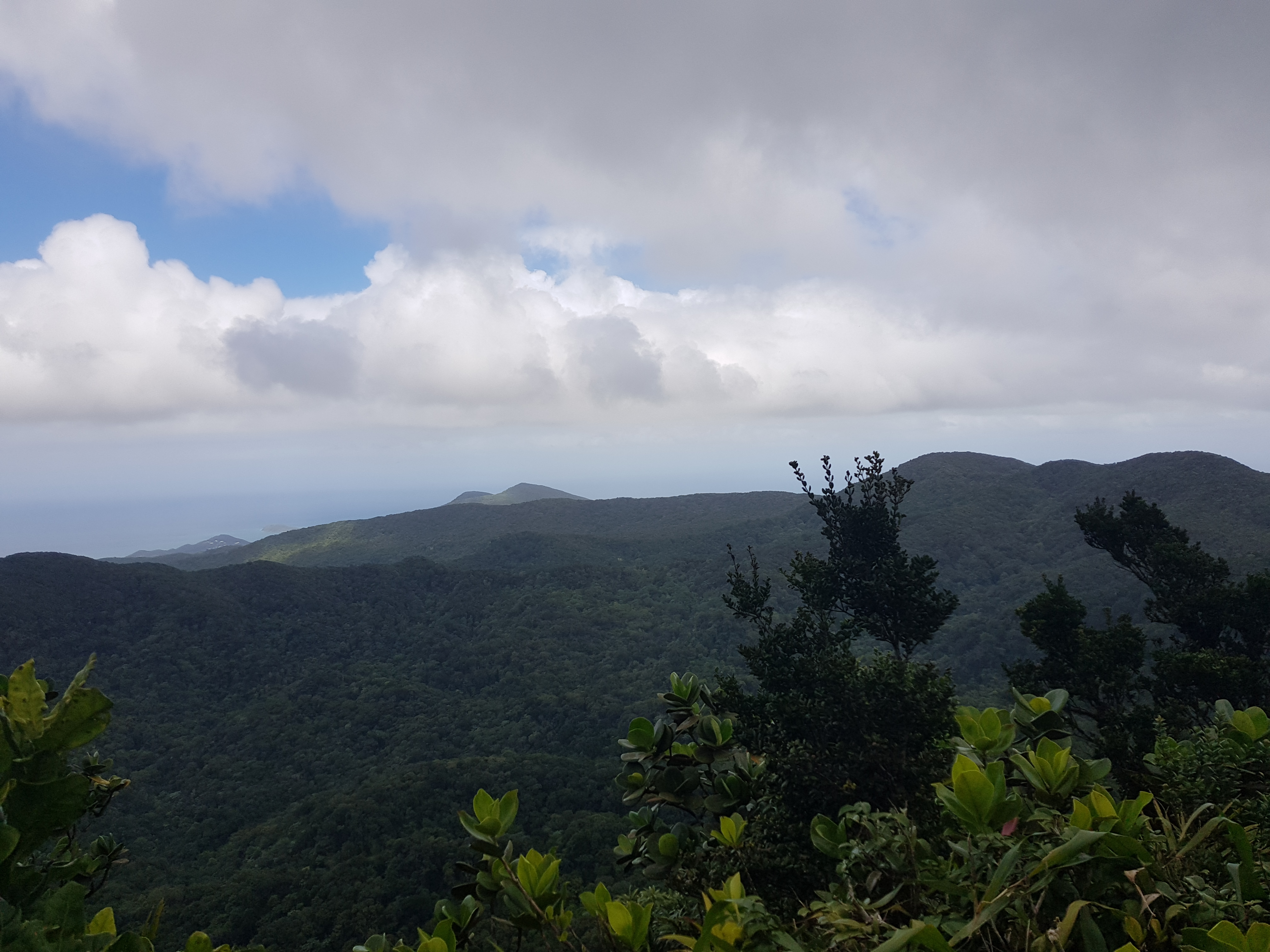
Piton Grand Fond, morne Duranton, morne Paul Thomas, morne Marguerite Larue et morne Mazeau.